# 红 (韩红专辑)
红是韩红在2003年10月发行的专辑。
所属语言：普通话
唱片公司：水晶唱片

## 曲目
1. 绒花
2. 洗衣歌
3. 天天想你
4. 情深谊长
5. 变
6. 我的祖国
7. 一江水
8. 思念谁
9. 空白
10. 爱的箴言
11. 一江水（Karaoke Ver）
12. 天天想你（Karaoke Ver）

| 前任： 喜玛拉雅 | 韩红的专辑 10-2003 | 繼任： 最红（新歌精选） |